# Coccomyces radiatus
Coccomyces radiatus är en svampart som beskrevs av Sherwood 1980. Coccomyces radiatus ingår i släktet Coccomyces och familjen Rhytismataceae.   Inga underarter finns listade i Catalogue of Life.